# Ocotea liesneri
Ocotea liesneri är en lagerväxtart som beskrevs av H. van der Werff. Ocotea liesneri ingår i släktet Ocotea och familjen lagerväxter. Inga underarter finns listade i Catalogue of Life.